# مای یاماگوچی
مای یاماگوچی (انگلیسی: Mai Yamaguchi؛ زادهٔ ۳ ژوئیهٔ ۱۹۸۳) بازیکن والیبال اهل ژاپن است. وی عضو تیم ملی والیبال زنان ژاپن و باشگاه «اوکایاما سیگولز» است.
یاماگوچی در المپیک ۲۰۱۲ لندن که ژاپن به مدال برنز دست یافت حضور داشت و مدال برنز را به گردن آویخت.